# ザフーン
ザフーン（Xaphoon ポケットサックス）は、竹製または樹脂製の木管楽器の一種である。

## 概要
Xaphoon 　1978年ごろ、ハワイのブライアン・リー・ウィットマン(Brian Lee Wittman)によって第一号機が制作された。
竹を切り出し、火で加工し、手作業でつくられるこの楽器は、後にBamboo Sax と呼ばれる。
2000年には量産可能な樹脂製のものが考案され、より安価で手に入りやすくなった。
ABS樹脂で製造されたPocket SAX (ポケットサックス）の登場により、
量産可能となり、広く世界中で販売されるようになる。

## 基本構造
構造は非常に単純で、音孔の開いた本体、リガチャーに分けられる。本体は竹製または樹脂製で表側に8個、裏側に1個のトーンホールがあり、左手は5本全ての指、右手は4本の指を用いて演奏する。形状は円筒状で、長さは35cmほどとソプラノリコーダーとほぼ同じ大きさである。リードはテナーサックス用のリードを使い、リガチャーで本体へそのまま取り付けて演奏する。
押さえる穴を変えることで、音程が変わる。
キーはC
ポケットサックス　販売カラーは現在６色。
黒・赤・青・緑・白・金
バンブーサックスのみ
Eフラット　Bフラット管が発売されている。

## 音域と音色
音域は2オクターブほどで、サックスのフラジオ音域のように拡張も可能。
音色はサックスとクラリネットの中間のような独特の音色で、アンブシュアや息の入れ方によって多彩に変化する。音程の自由度が高く表現力が豊かであるが、その反面ピッチが不安定という短所もある。